# Остин (округ)
О́круг О́стин (англ. Austin county) — округ штата Техас Соединённых Штатов Америки. На 2000 год в нем проживало 23 590 человек. По оценке бюро переписи населения США в 2008 году население округа составляло 26 851 человек. Окружным центром является город Белвилл.

## История
Округ Остин был сформирован в 1837 году. Он был назван в честь Стивена Фуллера Остина, начавшего освоение и колонизацию Техаса и прозванного «отцом Техаса».